# Corps caverneux du clitoris
Pour les articles homonymes, voir Corps caverneux.
Les corps caverneux du clitoris (corpus cavernosum clitoridis en latin) désignent les tissus composant le corps du clitoris ou ses piliers. Il s'agit d'un tissu spongieux qui se gorge de sang lors de l'excitation sexuelle, provoquant ainsi une érection. Il est homologue au corps caverneux du pénis.

## Anatomie
Les deux corps caverneux sont des tissus érectiles extensibles du clitoris,. Ils sont reliés entre médialement par un septum fibreux incomplet. Chaque corps caverneux est relié aux branches du pubis et de l'ischion par une tige clitoridienne,. Ils communiquent avec le muscle ischio-caverneux. Chacun peut mesurer jusqu'à 7 cm de long chez un adulte.
Histologiquement, le corps caverneux est constitué d’un tissu semblable à une éponge. Il contient des espaces irréguliers remplis de sang, bordés d'un endothélium et séparés par des septa de tissu conjonctif.

## Embryogénèse
Le corps caverneux est homologue au corps caverneux du pénis chez l'homme. Il se développe à partir du tubercule génital de l'embryon.
Le clitoris possède également deux bulbes vestibulaires au sein des petites lèvres (à l'entrée du vagin), qui s'élargissent en même temps que le gland du clitoris pour coiffer les extrémités des corps caverneux.

## Fonction
Les corps caverneux se gorgent de sang lors de l'érection clitoridienne, doublant voire tripant de volume. Sous l'influence du système nerveux parasympathique, les artères du clitoris se dilatent, augmentant le flux sanguin vers les corps caverneux. La turgescence ainsi induite est stabilisée par l'appareil suspenseur du clitoris et la contraction des muscles ischio-caverneux qui compriment les veines efférentes. Cela conduit également à l’érection du gland du clitoris et à une sensibilité accrue au contact physique.

## Pathologie
Les corps caverneux peuvent diminuer de taille pendant la ménopause. Cela peut altérer la fonction sexuelle chez certaines femmes. 